# Dillon Jones
Dillon Keshaun Jones, né le  29 octobre 2001 à Columbia en Caroline du Sud, est un joueur américain de basket-ball évoluant aux postes d'ailier et ailier fort. Il mesure 1,94 m.

## Biographie

### Carrière universitaire
Entre 2020 et 2024, Jones joue pour les Wildcats de Weber State.

### Carrière professionnelle

#### Thunder d'Oklahoma City (2024-2025)
Le 26 juin 2024, il est choisi en 26e position par les Wizards de Washington puis transféré au Thunder d'Oklahoma City lors de la draft 2024 de la NBA.

#### Wizards de Washington (depuis 2025)
Fin juin 2025, Jones est envoyé aux Wizards de Washington dans un échange contre Colby Jones.

## Palmarès et distinctions individuelles

### En club
- Champion NBA en 2025 avec le Thunder d'Oklahoma City.

### Universitaires
- Big Sky Player of the Year (2024)
- 3× First-team All-Big Sky (2022–2024)
- Big Sky Freshman of the Year (2021)

## Statistiques

### Universitaires
| Saison    | Équipe      | Matchs | Titul. | Min./m | % Tir | % 3pts | % LF | Rbds/m. | Pass/m. | Int/m. | Ctr/m. | Pts/m. |
| --------- | ----------- | ------ | ------ | ------ | ----- | ------ | ---- | ------- | ------- | ------ | ------ | ------ |
| 2020-2021 | Weber State | 23     | 2      | 20.5   | .561  | .250   | .790 | 5.8     | 2.0     | 1.6    | .0     | 8.2    |
| 2021-2022 | Weber State | 33     | 32     | 33.9   | .541  | .354   | .800 | 10.6    | 2.5     | 1.8    | .1     | 12.6   |
| 2022-2023 | Weber State | 32     | 31     | 36.3   | .462  | .303   | .813 | 10.9    | 3.8     | 1.6    | .1     | 16.7   |
| 2023-2024 | Weber State | 31     | 31     | 37.0   | .489  | .324   | .857 | 9.8     | 5.2     | 2.0    | .1     | 20.8   |
| Carrière  | Carrière    | 119    | 96     | 32.8   | .499  | .320   | .823 | 9.6     | 3.5     | 1.7    | .1     | 15.0   |